# Syzygium malabaricum

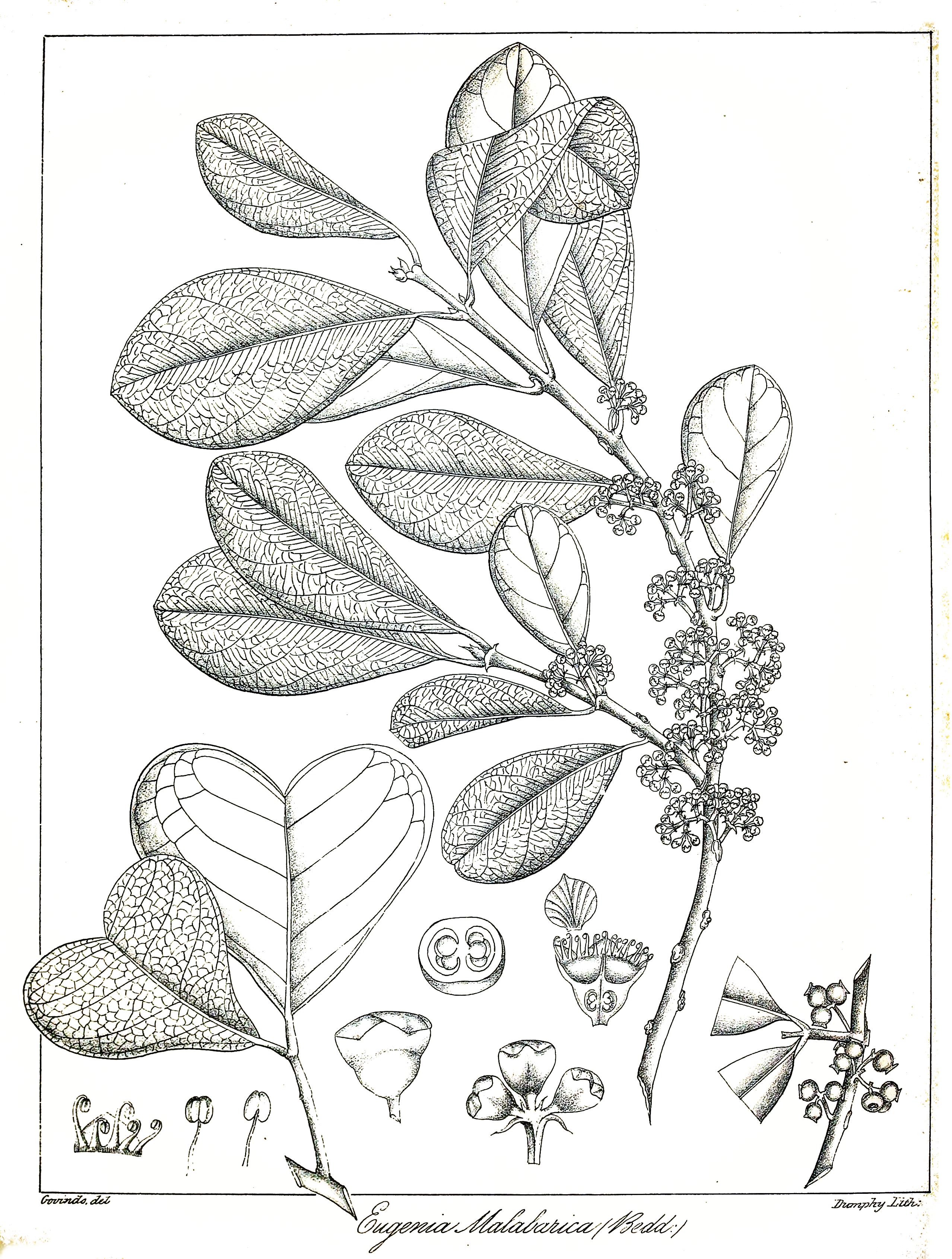
myrtenväxtart

Syzygium malabaricum är en myrtenväxtart som först beskrevs av Richard Henry Beddome, och fick sitt nu gällande namn av James Sykes Gamble. Syzygium malabaricum ingår i släktet Syzygium och familjen myrtenväxter. Inga underarter finns listade i Catalogue of Life.